# Andrzej Trepka
Andrzej Trepka (ur. 16 marca 1923 w Warszawie, zm. 25 marca 2009 w Rychłocicach) – polski pisarz science fiction, dziennikarz i popularyzator nauki. Współzałożyciel Polskiego Towarzystwa Astronautycznego, członek Polskiego Towarzystwa Miłośników Astronomii. Obok Stanisława Lema i Krzysztofa Borunia był jednym z pionierów powojennej fantastyki naukowej w Polsce.

## Życiorys
Jako autor fantastyki debiutował napisaną wspólnie z Krzysztofem Boruniem trylogią: Zagubiona przyszłość, Proxima, Kosmiczni bracia. Jego utwory należą do technicznego, optymistycznego nurtu science fiction i wykorzystują tradycyjne motywy tego gatunku – Trepka rzadko operuje aluzją i parabolą. Przesłanie jego książek podobne jest do założeń Juliusza Verne'a, głosi triumf racjonalizmu i panowanie człowieka nad światem.
Trepka zamieszczał swoje teksty w „Argumentach”, „Faktach i Myślach”, „Problemach”, „Zdarzeniach”, „Przyjaźni”, „Skrzydlatej Polsce”, „Perspektywach”. W latach pięćdziesiątych autor cyklu artykułów o niezidentyfikowanych obiektach latających w „Wieczorze Wybrzeża” i „Gazecie Białostockiej”. W latach osiemdziesiątych był stałym pracownikiem „Astronautyki”, „Panoramy”, „Trybuny Robotniczej”, „Kroniki”.
Od 1969 r. mieszkał w Wiśle, początkowo w trzech różnych miejscach w Malince, od początku lat 90. ub. wieku we własnym domu w Nowej Osadzie. Twierdził, że w Wiśle pisze mu się „lepiej niż gdziekolwiek na świecie” (wg dedykacji na karcie tytułowej jednej z jego książek w zbiorach Miejskiej Biblioteki Publicznej w Wiśle). W tym czasie charakteryzował go nietypowy wygląd i styl bycia: m.in. przez większość roku nosił krótkie spodenki i sandały, a kiedy robiło się chłodno na tak skompletowaną garderobę zwykł narzucać tylko prochowiec. Gdy pojawiła się możliwość odzyskania rodowego majątku w Rychłocicach koło Wielunia, zdecydował się tam właśnie przenieść.
W wyborach parlamentarnych w 1993 bez powodzenia kandydował do Sejmu z listy Partii X (otrzymał 1190 głosów).
W 2002 r. opublikował obszerne i bogato ilustrowane „Wspominki z Rychłocic” (ISBN 83-7164-353-5).

## Twórczość

### Powieści
- Zagubiona przyszłość (Iskry 1954, wspólnie z Krzysztofem Boruniem)
- Proxima (Iskry 1955, wspólnie z Krzysztofem Boruniem)
- Kosmiczni bracia (Iskry 1959, wspólnie z Krzysztofem Boruniem)
- Atol Trydakny (Śląsk 1974)
- Dwunastu apostołów (Śląsk 1978)
- Totem leśnych ludzi (KAW 1980)
- Rezerwat (KAW 1985)
- Niedzielni goście (Beskidzka Oficyna Wydawnicza 1997)
- Kominfaun (Slask 2005)

### Zbiory opowiadań
- Kosmiczny meldunek (KAW 1980)
- Końcówka (KAW 1983)
- Drzewo życia (Beskidzka Oficyna Wydawnicza BTSK 1985)
- Opowiadania Fantastyczne (AD REM Jelenia Góra 2008)

### Książki popularnonaukowe i biografie
- Wizjoner Kosmosu (Wydawnictwo Śląsk 1974) [biografia Konstantego Ciołkowskiego ]
- Życie we Wszechświecie (Śląsk 1976)
- Zwierzęta wychodzą z mórz (Śląsk 1977)
- Benedykt Dybowski (Śląsk 1979) [biografia]
- Fenomeny przyrody (Śląsk 1980)
- Król tasmańskich stepów (Śląsk 1982)
- Biokosmos 1 (KAW 1984)
- Biokosmos 2 (KAW 1984)
- Cierpienia przyrody (Wydawnictwo Lubelskie 1986)
- Opowieści o zwierzętach (Nasza Księgarnia 1987)
- Gawędy o zwierzętach (KAW 1988)
- Przed i po dinozaurach (KAW 1988)
- Zwierzęta, zwierzęta ... (Nasza Księgarnia 1989)
- Co kaszalot je na obiad ? (Alfa 1991)
- W krainie zwierząt (KAW 1994)
- Dziwne, groźne, tajemnicze (Prasa Beskidzka 1996)
- Jednym słowem ? : słowniczek pisowni łącznej i rozdzielnej (Beskidzka Oficyna Wydawnicza 1997
- O zwierzętach inaczej (Kurpisz 2000)
- Osobliwości świata zwierząt (Kurpisz 2001)
- Tajemnice zwierząt (Kurpisz 2001)
- Usprawiedliwieni zabójcy (Kurpisz 2001)
- Pod polskim niebem (Kurpisz 2002)
- Wspominki z Rychłocic (Śląsk 2002)